# Awasameer
Het Awasameer is een endoreïsch bekken in het Ethiopisch gedeelte van de Grote Slenk ten zuiden van Addis Abeba en aan de stad Awasa in de regio Yedebub Biheroch Bihereseboch na Hizboch. Van de meren in het Ethiopische deel van de Grote Slenk is het Awasameer het meest bestudeerd, aangezien het gemakkelijk te bezoeken is. Door onderzoekers wordt beweerd dat het meer een ondergrondse afvoer heeft.
Abayameer · Abbemeer · Abijattameer · Afrerameer · Albertmeer · Assalmeer · Awasameer · Bamendjingmeer · Bangweulumeer · Baringomeer · Basakameer · Bittermeren · Cahora Bassa · Chamomeer · Delcommunemeer · Edwardmeer · Fitrimeer · Georgemeer · Guiersmeer · Hajkmeer · Kabambameer · Kabelemeer · Kabwemeer · Karibameer · Kisalemeer · Kitshomponshimeer · Kivumeer · Kokameer · Kyogameer · Lac Rose · Langanomeer · Mai-Ndombemeer · Manantalimeer · Malawimeer · Manyekemeer · Mofwelagune · Mwerumeer · Mweru-Wantipameer · Naivashameer · Nakurumeer · Nassermeer ·   Nyosmeer · Nzilomeer · Shalameer · Tanameer · Tanganyikameer · Tele-meer · Toshkameren · Tshangalelemeer · Tsjaadmeer · Tumbameer · Turkanameer · Upembameer · Victoriameer · Voltameer · Walilupemeer · Zimbambomeer · Ziwaymeer